# Panorpa wormaldi
Panorpa wormaldi är en näbbsländeart som först beskrevs av Maclachlan 1875.  Panorpa wormaldi ingår i släktet Panorpa och familjen skorpionsländor. Inga underarter finns listade i Catalogue of Life.